# Proeme rufoscapus
Proeme rufoscapus är en skalbaggsart som först beskrevs av Aurivillius 1910.  Proeme rufoscapus ingår i släktet Proeme och familjen långhorningar. Inga underarter finns listade i Catalogue of Life.